# Whatever You Want - The Very Best of Status Quo
Albums de Status Quo
Don't Stop
(1996) Under the Influence
(1999)
Compilations de Status Quo
Rocking All Over the Years
(1990) XS All Aeras - The Greatest Hits
(2004)
Whatever You Want - The Very Best of Status Quo est une compilation du groupe de rock anglais, Status Quo. Elle est sortie le 13 octobre 1997 sur le label Vertigo Records et regroupe des titres sortis entre 1968 et 1996.

## Présentation
Cette compilation, déclinée sous forme de double Disque compact, regroupe quarante et une chansons du groupe qui sont toutes sorties en single. Cette compilation ressortira sous le nom de Gold en 2005 dans le cadre de la série Universal Music Series.
Elle se classa à la 13e place des charts britanniques et des charts allemands et sera certifiée disque d'or au Royaume-Uni.

## Charts et certification
Charts
| Pays                          | Durée du classement | Meilleur classement | Date             |
| ----------------------------- | ------------------- | ------------------- | ---------------- |
| Allemagne (GfK Entertainment) | 13 semaines         | 13e                 | 16 mars 1998     |
| Belgique (V) (Ultratop)       | 19 semaines         | 33e                 | 27 décembre 1997 |
| Écosse (Scottish Album Chart) | 6 semaines          | 18e                 | 19 octobre 1997  |
| France (SNEP)                 | 3 semaines          | 8e                  | 20 octobre 1997  |
| Royaume-Uni (UK Albums Chart) | 10 semaines         | 13e                 | 19 octobre 1997  |
| Suisse (Schweizer Hitparade)  | 8 semaines          | 18e                 | 17 mai 1998      |

## Liste des titres

### CD 1
| No  | Titre                           | Auteur                                                   | De l’album                                                    | Durée |
| --- | ------------------------------- | -------------------------------------------------------- | ------------------------------------------------------------- | ----- |
| 1.  | Pictures of Matchstick Men      | Francis Rossi                                            | Picturesque Matchstickable Messages from the Status Quo, 1968 | 3:10  |
| 2.  | Ice in the Sun                  | Marty Wilde, Ronnie Scott                                | Picturesque Matchstickable Messages from the Status Quo, 1968 | 2:10  |
| 3.  | Down the Dustpipe               | Carl Grossman                                            | Non-album single, 1970                                        | 2:03  |
| 4.  | In My Chair                     | Rossi, bob Young                                         | Non-album single, 1970                                        | 3:10  |
| 5.  | Paper Plane                     | Rossi, Young                                             | Piledriver, 1972                                              | 2:55  |
| 6.  | Mean Girl                       | Rossi, Young                                             | Dog of Two Head, 1971                                         | 3:55  |
| 7.  | Caroline                        | Rossi, Young                                             | Hello!, 1973                                                  | 3:43  |
| 8.  | Break the Rules                 | Rossi, Rick Parfitt, Alan Lancaster, John Coghlan, Young | Quo, 1974                                                     | 3:39  |
| 9.  | Down Down                       | Rossi, Young                                             | On the Level, 1975                                            | 3:50  |
| 10. | Roll Over and Lay Down          | Rossi, Parfitt, Lancaster, Coghlan, Young                | Quo Live!, 1975                                               | 5:41  |
| 11. | Rain                            | Parfitt                                                  | Blue for You, 1976                                            | 4:34  |
| 12. | Mystery Song                    | Parfitt, Young                                           | Blue for You, 1976                                            | 3:58  |
| 13. | Wild Side of Life               | Arlie Carter, William Warren                             | Non-album single, 1976                                        | 3:16  |
| 14. | Rockin' All Over the World      | John Fogerty                                             | Rockin' All Over the World, 1977                              | 3:32  |
| 15. | Again and Again                 | Parfitt, Andy Bown, Jackie Lynton                        | If You Can't Stand the Heat, 1978                             | 3:42  |
| 16. | Whatever You Want               | Parfitt, Bown                                            | Whatever You Want, 1979                                       | 4:01  |
| 17. | Living on an Island             | Parfitt, Young                                           | Whatever You Want, 1979                                       | 3:47  |
| 18. | What You're Proposing           | Rossi, Bernie Frost                                      | Just Supposin', 1980                                          | 3:51  |
| 19. | Lies                            | Rossi, Frost                                             | Just Supposin', 1980                                          | 3:54  |
| 20. | Don't Drive My Car              | Parfitt, Bown                                            | Just Supposin', 1980                                          | 4:13  |
| 21. | Somethin' 'Bout You Baby I Like | Richard Supa                                             | Never Too Late, 1981                                          | 2:50  |

### CD 2
| No  | Titre                                | Auteur                         | De l’album                       | Durée |
| --- | ------------------------------------ | ------------------------------ | -------------------------------- | ----- |
| 1.  | Rock 'n'Roll                         | Rossi, Frost                   | Just Supposin', 1980             | 4:04  |
| 2.  | Dear John                            | Jackie McAuley, John Gustafson | 1+9+8+2, 1982                    | 3:13  |
| 3.  | Ol' Rag Blues                        | Lancaster, Keith Lamb          | Back to Back, 1983               | 2:48  |
| 4.  | A Mess of Blues                      | Doc Pomus, Mort Shuman         | Back to Back, 1983               | 3:20  |
| 5.  | Marguerita Time                      | Rossi, Frost                   | Back to Back, 1983               | 3:28  |
| 6.  | Going Down Town Tonight              | Guy Johnson                    | Back to Back, 1983               | 3:37  |
| 7.  | The Wanderer                         | Ernie Maresca                  | Non-album single,                | 3:28  |
| 8.  | Rollin' Home                         | John David                     | In the Army Now, 1986            | 4:00  |
| 9.  | Red Sky                              | John David                     | In the Army Now, 1986            | 4:10  |
| 10. | In the Army Now                      | Bolland & Bolland              | In the Army Now, 1986            | 3:54  |
| 11. | Dreamin'                             | Rossi, Frost                   | In the Army Now, 1986            | 3:04  |
| 12. | Ain't Complaining                    | Parfitt, Pip Williams          | Ain't Complaining, 1988          | 3:59  |
| 13. | Burning Bridges                      | Rossi, Bown                    | Ain't Complaining, 1988          | 3:53  |
| 14. | Anniversary Waltz Part One (Medley)  | Divers                         | Rocking All Over the Years, 1990 | 5:32  |
| 15. | Anniversary Waltz Part Two (Medley)  | Divers                         | Non-album Single, 1990           | 5:29  |
| 16. | I Didn't Mean It                     | John David                     | Thirsty Work, 1994               | 3:24  |
| 17. | When You Walk in the Room            | Jackie DeShannon               | Don't Stop, 1996                 | 3:04  |
| 18. | Fun, Fun, Fun (avec les Beach Boys)  | Brian Wilson, Mike Love        | Don't Stop, 1996                 | 3:05  |
| 19. | Don't Stop                           | Christine McVie                | Don't Stop, 1996                 | 3:43  |
| 20. | All Around My Hat (avec Maddy Prior) | Traditionnel                   | Don't Stop, 1996                 | 3:06  |